# Yuja Wang
Yuja Wang (în chineză: 王羽佳, pinyin: Wáng Yǔjiā, n. 10 februarie 1987, Beijing, Republica Populară Chineză) este o pianistă de muzică clasică de origine chineză. Ea s-a născut în Beijing și a început să studieze la pian la vârsta de șase ani, continuând apoi la Conservatorul Central de Muzică din Beijing și la Curtis Institute of Music din Philadelphia. Până la vârsta de 21 de ani devenise deja recunoscută ca pianistă de concert pe plan internațional, oferind recitaluri în întreaga lume. Se află sub un contract de înregistrări cu Deutsche Grammophon. Într-un interviu acordat pentru Los Angeles Times, Wang a spus: „Pentru mine, muzica este despre transportul către un alt mod de viață, un alt mod de a fi. O actriță face asta”. Yuja Wang locuiește în New York City.

## Copilărie
Wang provine dintr-o familie de artiști. Mama ei, Zhai Jieming, este dansatoare, iar tatăl ei, Wang Jianguo, este percuționist. Ambii trăiesc în Beijing.
Wang a început studiul pianului la vârsta de 6 ani. De la vârsta de 7 ani a început să studieze la Conservatorul Central de Muzică din Beijing timp de șapte ani. La 11 ani, Wang a participat la Festivalul Internațional de Muzică Morningside Music Bridge (la Mount Royal University în Calgary, Alberta), unde a fost cel mai tânăr participant.
La vârsta de 15 ani, Wang a fost admisă la Curtis Institute of Music din Philadelphia, unde a studiat timp de cinci ani cu Gary Graffman, și a absolvit în 2008. Graffman spus că tehnica lui Wang l-a impresionat în timpul audiției, dar ceea ce a distins-o a fost interpretarea inteligentă și de bun gust.

## Carieră
În 1998, Wang a câștigat premiul al treilea la Concursul Internațional Ettlingen pentru Tineri Pianiști din Ettlingen, Germania. În 2001, ea a câștigat premiul al treilea și premiul special al juriului (acordat unui finalist deosebit de sub 20 de ani, premiu în bani de 500.000 de yeni japonezi) la secțiunea de pian la prima ediție a Concursului Internațional de Muzică Sendai în Sendai, Japonia.
În 2002, Wang a câștigat competiția de concert de la Aspen Music Festival.
În 2003, Wang și-a făcut debutul european cu Tonhalle Orchester Zürich, Elveția, unde a interpretat Concertul pentru pian Nr. 4 al lui Beethoven, sub bagheta lui David Zinman. Debutul nord-american a avut loc în Ottawa în sezonul 2005/06, înlocuindu-l pe Radu Lupu în interpretarea concertului lui Beethoven, cu Pinchas Zukerman drept dirijor.
În martie 2007, Wang a devenit faimoasă atunci când a înlocuit-o pe Martha Argerich în concerte care au avut loc în Boston. Argerich și-a anulat apariția cu Boston Symphony Orchestra în patru concerte de pe 8 pe 13 martie. Wang a interpretat Concertul pentru pian nr. 1 de Ceaikovski subb bagheta lui Charles Dutoit.

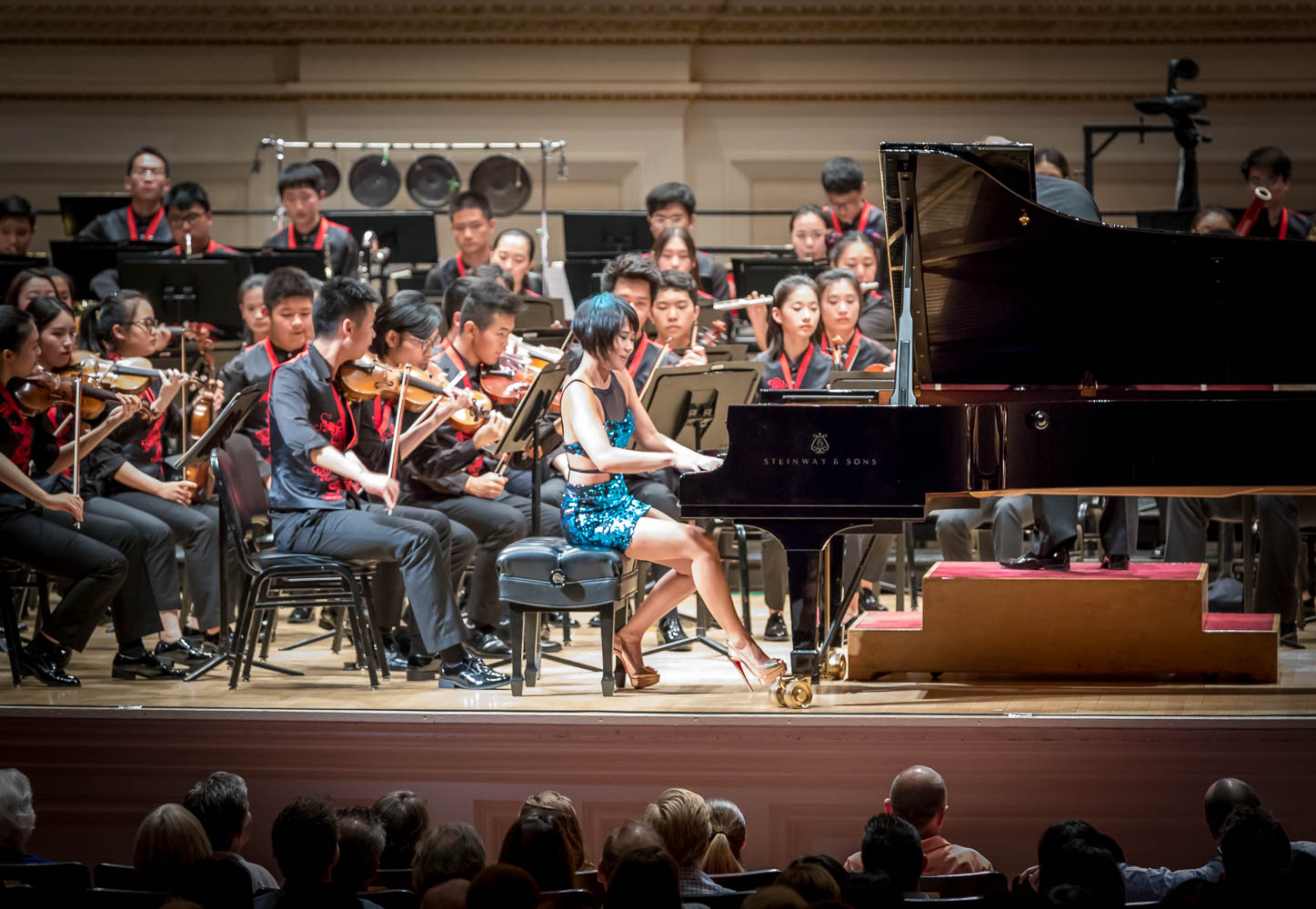
Wang în concert cu Orchestra Națională de Tineret din China, la Carnegie Hall, pe 22 iulie 2017

În 2008, Wang a avut un turneu în SUA cu Academia St. Martin in the Fields condusă de Sir Neville Marriner. În 2009, ea a cântat ca solist cu YouTube Symphony Orchestra, condusă de Michael Tilson Thomas, la Carnegie Hall. Wang a interpretat cu Lucerne Festival Orchestra dirijată de Claudio Abbado la Beijing, Royal Philarmonic Orchestra în Spania și la Londra și Hong Kong Philharmonic Orchestra.
În 2012, Wang a fost în turneu cu Israel Philharmonic Orchestra și dirijorul Zubin Mehta în Israel și SUA, cu un concert la Carnegie Hall în New York în septembrie.
Wang a fost în turneu în Asia în noiembrie 2012 alături de San Francisco Symphony și dirijorul Michael Tilson Thomas.
Wang a interpretat cu Orchestra Națională de Tineret din China la debutul acestora la Carnegie Hall pe 22 iulie 2017, cu dirijorul Ludovic Morlot de la Seattle Symphony, în program aflându-se Concertul pentru pian nr. 1 în Si bemol minor al lui Ceaikovski.

## Discografie
În ianuarie 2009, Wang a semnat un contract de înregistrare cu Deutsche Grammophon. Ea a lansat primul său CD, Sonatas & Etudes, în 2009, urmat de Transformation în 2010, Rahmaninov în 2011 și Fantasia în 2012.
În plus, EuroArts a lansat un DVD pe care ea interpretează Concertul pentru Pian Nr. 3 în Do Major al lui Serghei Prokofiev, sub bagheta lui Abbado.